# Околовръстен път (Пловдив)
Околовръстен път Пловдив е свързани участъци на различни пътища на територията на Област Пловдив, които формират път явяващ се Пловдивско околовръстно шосе (ПОШ).

## История
Формирането на околовръстния път Пловдив започва през 1984 г., когато автомагистрала „Тракия“ достига Пловдив. Две години по-късно е построен моста над река Марица на 6 км преди Пловдив. Мостът позволява да се изгради Републикански път II-86, който да изведе транзитния трафик за Асеновград и Пампорово преди да достигне град Пловдив. Така са изградени западната и южната дъга на пътя.
Няколко години по-късно е пуснат в експлоатация следващият 12 км участък на автомагистрала „Тракия“ заедно с удължаване на републикански път Републикански път II-56 до Републикански път I-8 и с нов мост над река Марица до пътен възел „Скобелева майка“. Така се извежда транзитния трафик между Калотина и Капитан Андреево извън Пловдив и се оформят северната и североизточната дъга на пътя.
За да се затвори пръстена на околовръстния път, е необходимо да се изгради 6 км удължение на републикански път II-56 от Цариградско шосе (пътен възел „Скобелева майка“) до републикански път II-86 при кръговото кръстовище с Асеновградско шосе. През 2012 г. е реализиран първи етап – от пътен възел „Скобелева майка“ до кръстовището с Ягодовско шосе. Предстои да бъде реализирана втората фаза – от Ягодовско шосе до кръгово кръстовище с републикански път II-86. Предвиждат се също изграждане на локални платна подобно на софийския околовръстен път, които да улеснят достъпа до бъдещи индустиални паркове. На 25 септември 2024 г. започва изграждането на последния участък от пътен възел Скобелева майка до кръгово кръстовище на Асеновградско шосе. С него ще се затвори пълния обход на града. Предвижда се да бъде изграден и надлез с дължина 86 м. над ж.п. линията Пловдив – Димитровград.

## Участъци
Околовръстният път е формиран от четири участъка.

### Северозападна дъга
Северозападна дъга се формира от първите 5,8 км на Републикански път III-805 от Републикански път I-8 до 122 км на автомагистрала „Тракия“.

### Западна и Южна дъга
Западната и Южната дъга се формират от началните 14 км на Републикански път II-86 от Републикански път I-8 до кръговото на Асеновградско шосе.

### Северна дъга
Северната дъга е формирана от автомагистрала „Тракия“ от 120 км при възела на изход „Пловдив-запад“ (до и от изток) до 132 км при възел „Пловдив-изток“.

### Източна дъга
Източната дъга се формира изцяло от Републикански път II-56 от автомагистрала „Тракия“ до кръговото на Асеновградско шосе.
В експлоатация – 11,8 км. Очаквана дължина – 17.5 км.